# President del Consell de la Unió Europea
El President del Consell de la Unió Europea és el títol amb el qual es denomina el president rotatiu del Consell de la Unió Europea.
La seva principal responsabilitat és la d'organitzar i presidir totes les reunions del Consell de la Unió Europea, i és de vital importància a l'hora de resoldre les dificultats polítiques de negociació entre els estats membres.
La presidència d'aquest consell ha tingut un caràcter rotatori des dels inicis del procés d'integració l'any 1952 amb l'entrada en vigor del Tractat de París. El càrrec de President del Consell de la Unió Europea recau en el Ministre d'Afers Exteriors de cada estat membre. De forma separada existeix també el Consell Europeu, que es reuneix en cimeres europees al voltant de quatre vegades l'any. La tasca com a President de l'assemblea del Consell Europeu és realitzada pel cap de govern o cap d'Estat de l'Estat membre que exerceixi la Presidència. El President és el principal responsable de preparar i presidir les reunions del Consell, i no té poders executius.

## Presidències rotatòries

### 1958 a 2006
El Consell de la Unió Europea és presidida per un període de sis mesos per cada estat membre de la Unió Europea (UE), al seu torn, d'acord amb una llista preestablerta tret que el Consell prengui una nova decisió.
| Anys | Semestre        | Estat membre de la Presidència                   | Ministre responsable                       |
| ---- | --------------- | ------------------------------------------------ | ------------------------------------------ |
| 1958 | gener-juny      | Bèlgica                                          | Victor Larock                              |
| 1958 | juliol-desembre | Alemanya                                         | Siegfried Balke                            |
| 1959 | gener-juny      | França                                           | Maurice Couve de Murville                  |
| 1959 | juliol-desembre | Itàlia                                           | Giuseppe Pella                             |
| 1960 | gener-juny      | Luxemburg                                        | Eugène Schaus                              |
| 1960 | juliol-desembre | Països Baixos                                    | Joseph Luns                                |
| 1961 | gener-juny      | Bèlgica                                          | Paul-Henri Spaak                           |
| 1961 | juliol-desembre | Alemanya                                         | Gerhard Schröder                           |
| 1962 | gener-juny      | França                                           | Maurice Couve de Murville                  |
| 1962 | juliol-desembre | Itàlia                                           | Emilio Colombo                             |
| 1963 | gener-juny      | Luxemburg                                        | Eugène Schaus                              |
| 1963 | juliol-desembre | Països Baixos                                    | Joseph Luns                                |
| 1964 | gener-juny      | Bèlgica                                          | Hendrik Fayat                              |
| 1964 | juliol-desembre | Alemanya                                         | Gerhard Schröder                           |
| 1965 | gener-juny      | França                                           | Maurice Couve de Murville                  |
| 1965 | juliol-desembre | Itàlia                                           | Amintore Fanfani                           |
| 1966 | gener-juny      | Luxemburg                                        | Pierre Werner                              |
| 1966 | juliol-desembre | Països Baixos                                    | Barend Biesheuvel                          |
| 1967 | gener-juny      | Bèlgica                                          | Renaat Van Elslande                        |
| 1967 | juliol-desembre | Alemanya                                         | Willy Brandt                               |
| 1968 | gener-juny      | França                                           | Maurice Couve de Murville                  |
| 1968 | juliol-desembre | Itàlia                                           | Giuseppe Medici                            |
| 1969 | gener-juny      | Luxemburg                                        | Pierre Grégoire                            |
| 1969 | juliol-desembre | Països Baixos                                    | Joseph Luns                                |
| 1970 | gener-juny      | Bèlgica                                          | Pierre Harmel                              |
| 1970 | juliol-desembre | Alemanya                                         | Walter Scheel                              |
| 1971 | gener-juny      | França                                           | Maurice Schumann                           |
| 1971 | juliol-desembre | Itàlia                                           | Aldo Moro                                  |
| 1972 | gener-juny      | Luxemburg                                        | Gaston Thorn                               |
| 1972 | juliol-desembre | Països Baixos                                    | Norbert Schmelzer                          |
| 1973 | gener-juny      | Bèlgica                                          | Pierre Harmel                              |
| 1973 | juliol-desembre | Dinamarca                                        | Ivar Nørgaard                              |
| 1974 | gener-juny      | Alemanya                                         | Walter Scheel                              |
| 1974 | juliol-desembre | França                                           | Jean Sauvagnargues                         |
| 1975 | gener-juny      | Irlanda                                          | Garret FitzGerald                          |
| 1975 | juliol-desembre | Itàlia                                           | Mariano Rumor                              |
| 1976 | gener-juny      | Luxemburg                                        | Gaston Thorn                               |
| 1976 | juliol-desembre | Països Baixos                                    | Max van der Stoel                          |
| 1977 | gener-juny      | Regne Unit                                       | Anthony Crosland a la seva mort David Owen |
| 1977 | juliol-desembre | Bèlgica                                          | Henri Simonet                              |
| 1978 | gener-juny      | Dinamarca                                        | Knud Børge Andersen                        |
| 1978 | juliol-desembre | Alemanya                                         | Hans-Dietrich Genscher                     |
| 1979 | gener-juny      | França                                           | Jean François-Poncet                       |
| 1979 | juliol-desembre | Irlanda                                          | Michael O'Kennedy                          |
| 1980 | gener-juny      | Itàlia                                           | Attilio Ruffini                            |
| 1980 | juliol-desembre | Luxemburg                                        | Colette Flesch                             |
| 1981 | gener-juny      | Països Baixos                                    | Chris van der Klaauw                       |
| 1981 | juliol-desembre | Regne Unit                                       | Peter Carington                            |
| 1982 | gener-juny      | Bèlgica                                          | Léo Tindemans                              |
| 1982 | juliol-desembre | Dinamarca                                        | Uffe Ellemann-Jensen                       |
| 1983 | gener-juny      | Alemanya                                         | Hans-Dietrich Genscher                     |
| 1983 | juliol-desembre | Grècia                                           | Grigórios Varfis                           |
| 1984 | gener-juny      | França                                           | Roland Dumas                               |
| 1984 | juliol-desembre | Irlanda                                          | Peter Barry                                |
| 1985 | gener-juny      | Itàlia                                           | Giulio Andreotti                           |
| 1985 | juliol-desembre | Luxemburg                                        | Jacques Poos                               |
| 1986 | gener-juny      | Països Baixos                                    | Hans van den Broek                         |
| 1986 | juliol-desembre | Regne Unit                                       | Geoffrey Howe                              |
| 1987 | gener-juny      | Bèlgica                                          | Léo Tindemans                              |
| 1987 | juliol-desembre | Dinamarca                                        | Uffe Ellemann-Jensen                       |
| 1988 | gener-juny      | Alemanya                                         | Hans-Dietrich Genscher                     |
| 1988 | juliol-desembre | Grècia                                           | Theódoros Pàngalos                         |
| 1989 | gener-juny      | Espanya                                          | Francisco Fernández Ordóñez                |
| 1989 | juliol-desembre | França                                           | Roland Dumas                               |
| 1990 | gener-juny      | Irlanda                                          | Gerard Collins                             |
| 1990 | juliol-desembre | Itàlia                                           | Gianni De Michelis                         |
| 1991 | gener-juny      | Luxemburg                                        | Jacques Poos                               |
| 1991 | juliol-desembre | Països Baixos                                    | Hans van den Broek                         |
| 1992 | gener-juny      | Portugal                                         | João de Deus Pinheiro                      |
| 1992 | juliol-desembre | Regne Unit                                       | Douglas Hurd                               |
| 1993 | gener-juny      | Dinamarca                                        | Poul Nyrup Rasmussen                       |
| 1993 | juliol-desembre | Bèlgica                                          | Willy Claes                                |
| 1994 | gener-juny      | Grècia                                           | Károlos Papoúlias                          |
| 1994 | juliol-desembre | Alemanya                                         | Klaus Kinkel                               |
| 1995 | gener-juny      | França                                           | Alain Juppé                                |
| 1995 | juliol-desembre | Espanya                                          | Javier Solana                              |
| 1996 | gener-juny      | Itàlia                                           | Lamberto Dini                              |
| 1996 | juliol-desembre | Irlanda                                          | Dick Spring                                |
| 1997 | gener-juny      | Països Baixos                                    | Hans van Mierlo                            |
| 1997 | juliol-desembre | Luxemburg                                        | Jacques Poos                               |
| 1998 | Gener-juny      | Regne Unit                                       | Robin Cook                                 |
| 1998 | juliol-desembre | Àustria                                          | Wolfgang Schüssel                          |
| 1999 | gener-juny      | Alemanya                                         | Joschka Fischer                            |
| 1999 | Juliol-desembre | Finlàndia Arxivat 2008-04-04 a Wayback Machine.  | Tarja Halonen                              |
| 2000 | gener-juny      | Portugal                                         | Jaime Gama                                 |
| 2000 | juliol-desembre | França                                           | Hubert Védrine                             |
| 2001 | gener-juny      | Suècia                                           | Anna Lindh                                 |
| 2001 | juliol-desembre | Bèlgica Arxivat 2007-09-27 a Wayback Machine.    | Louis Michel                               |
| 2002 | gener-juny      | Espanya                                          | Josep Piqué                                |
| 2002 | juliol-desembre | Dinamarca                                        | Per Stig Møller                            |
| 2003 | gener-juny      | Grècia Arxivat 2006-12-06 a Wayback Machine.     | Georges Papandréou                         |
| 2003 | juliol-desembre | Itàlia                                           | Franco Frattini                            |
| 2004 | gener-juny      | Irlanda Arxivat 2008-04-13 a Wayback Machine.    | Brian Cowen                                |
| 2004 | juliol-desembre | Països Baixos                                    | Ben Bot                                    |
| 2005 | gener-juny      | Luxemburg Arxivat 2008-02-17 a Wayback Machine.  | Jean Asselborn                             |
| 2005 | juliol-desembre | Regne Unit Arxivat 2008-09-07 a Wayback Machine. | Jack Straw i Douglas Alexander             |
| 2006 | gener-juny      | Àustria                                          | Ursula Plassnik                            |
| 2006 | juliol-desembre | Finlàndia¹ Arxivat 2007-07-04 a Wayback Machine. | Erkki Tuomioja                             |

¹Alemanya havia de succeir Àustria en la presidència rotatòria entre juliol-desembre de 2006, però l'adveniment de les eleccions generals en aquest període feu que Finlàndia, el següent de la llista, prengués el seu lloc.

### A partir de 2007
Per fer front a l'entrada d'un nombre gran de països en el si de la Unió Europea a partir del semestre gener-juny de 2007 s'utilitza el sistema de "Triple presidència", en la qual els successius presidents han de treballar conjuntament per un període de 18 mesos a partir d'uns objectius comuns.
| Any  | Semestre        | Trio | Presidència rotatòria |
| ---- | --------------- | ---- | --------------------- |
| 2007 | gener-juny      | T1   | Alemanya              |
| 2007 | juliol-desembre | T1   | Portugal              |
| 2008 | gener-juny      | T1   | Eslovènia             |
| 2008 | juliol-desembre | T2   | França                |
| 2009 | gener-juny      | T2   | Txèquia               |
| 2009 | juliol-desembre | T2   | Suècia                |
| 2010 | gener-juny      | T3   | Espanya               |
| 2010 | juliol-desembre | T3   | Bèlgica               |
| 2011 | gener-juny      | T3   | Hongria               |
| 2011 | juliol-desembre | T4   | Polònia               |
| 2012 | gener-juny      | T4   | Dinamarca             |
| 2012 | juliol-desembre | T4   | Xipre                 |
| 2013 | gener-juny      | T5   | Irlanda               |
| 2013 | juliol-desembre | T5   | Lituània              |
| 2014 | gener-juny      | T5   | Grècia                |
| 2014 | juliol-desembre | T6   | Itàlia                |
| 2015 | gener-juny      | T6   | Letònia               |
| 2015 | juliol-desembre | T6   | Luxemburg             |
| 2016 | gener-juny      | T7   | Països Baixos         |
| 2016 | juliol-desembre | T7   | Eslovàquia            |
| 2017 | gener-juny      | T7   | Malta                 |
| 2017 | juliol-desembre | T8   | Estònia               |
| 2018 | gener-juny      | T8   | Bulgària              |
| 2018 | juliol-desembre | T8   | Àustria               |
| 2019 | gener-juny      | T9   | Romania               |
| 2019 | juliol-desembre | T9   | Finlàndia             |
| 2020 | gener-juny      | T9   | Croàcia               |
| 2020 | juliol-desembre | T10  | Alemanya              |
| 2021 | gener-juny      | T10  | Portugal              |
| 2021 | juliol-desembre | T10  | Eslovènia             |
| 2022 | gener-juny      | T11  | França                |
| 2022 | juliol-desembre | T11  | Txèquia               |
| 2023 | gener-juny      | T11  | Suècia                |
| 2023 | juliol-desembre | T12  | Espanya               |
| 2024 | gener-juny      | T12  | Bèlgica               |
| 2024 | juliol-desembre | T12  | Hongria               |
| 2025 | gener-juny      | T13  | Polònia               |
| 2025 | juliol-desembre | T13  | Dinamarca             |
| 2026 | gener-juny      | T13  | Xipre                 |
| 2026 | juliol-desembre | T14  | Irlanda               |
| 2027 | gener-juny      | T14  | Lituània              |
| 2027 | juliol-desembre | T14  | Grècia                |
| 2028 | gener-juny      | T15  | Itàlia                |
| 2028 | juliol-desembre | T15  | Letònia               |
| 2029 | gener-juny      | T15  | Luxemburg             |
| 2029 | juliol-desembre | T16  | Països Baixos         |
| 2030 | gener-juny      | T16  | Eslovàquia            |
| 2030 | juliol-desembre | T16  | Malta                 |